# María Espinosa de los Monteros

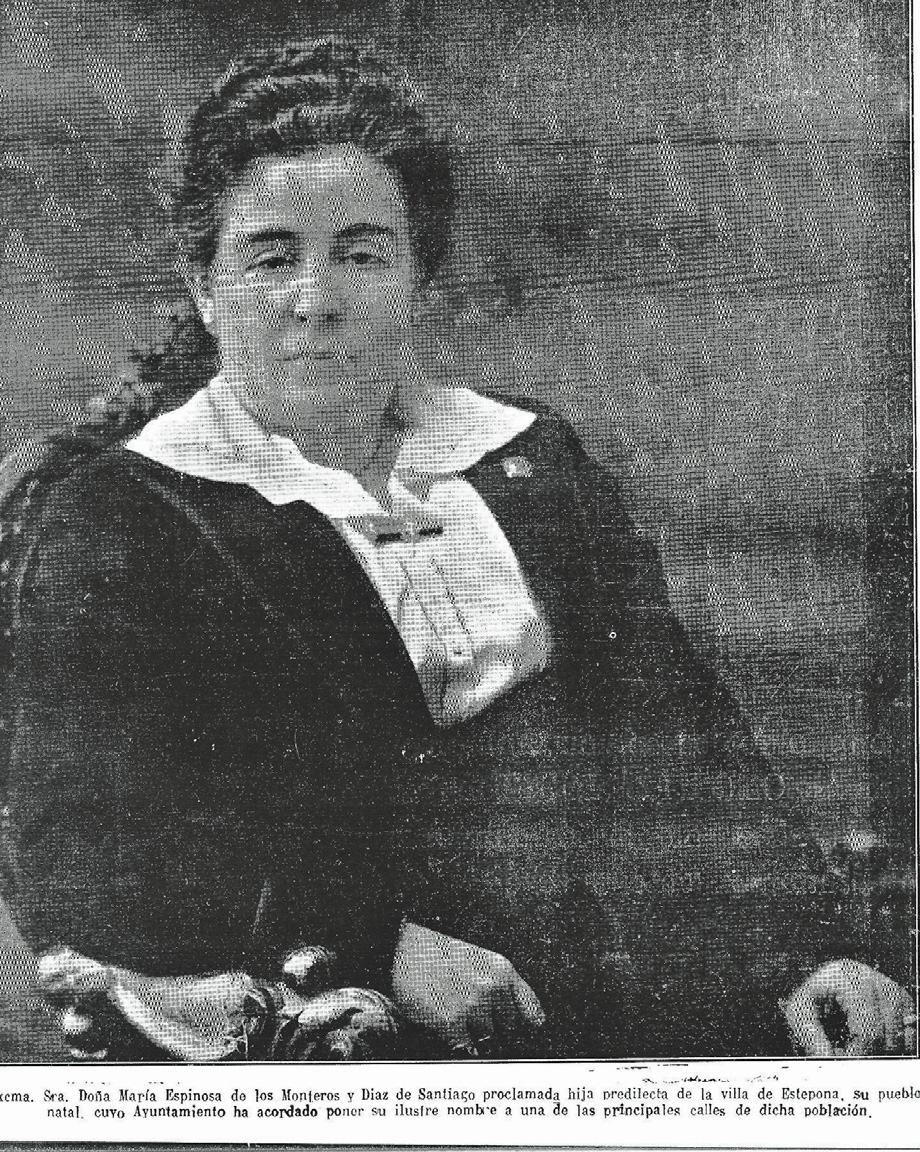
María Espinosa de los Monteros, Januar 1921

María Ana Espinosa de los Monteros y Díaz de Santiago (* 13. Mai 1875 in Estepona, Malaga; † 17. Dezember 1946 in Alicante), bürgerlicher Name María Ana Espinosa Díaz, war eine spanische Aktivistin im Kampf für die bürgerlichen und politischen Rechte der Frauen und Gründungsmitglied der Asociación Nacional de Mujeres Españolas, deren Präsidentin sie bis 1924 war. Sie leitete bis 1921 die spanische Niederlassung des US-amerikanischen Schreibmaschinenherstellers Yost Writing Machine Co., bis sie durch ein dreiköpfiges Führungsteam ersetzt wurde. 1926 wurde sie von Miguel Primo de Rivera zum Mitglied des Stadtrats von Segovia ernannt.

## Leben
Espinosa Díaz wurde als Tochter von Antonio Espinosa Aguilar und Juana Díaz Martín geboren. Nachdem die Mutter sich ein zweites Mal verheiratet hatte, zog die Familie nach Madrid. Irgendwann gegen Ende des 19. Jahrhunderts fügte sie, ohne dass der Grund überliefert wäre, die Nachnamen „de los Monteros“ und „de Santiago“ zu ihrem Namen hinzu. Espinosa Díaz heiratete 1905, im Alter von 30 Jahren, Antonio Torres Chacón. Das Paar hatte zwei Söhne, Antonio und Álvaro. Sechs Jahre später, 1911, wurde die Ehe geschieden.
Auf einer Reise 1895 nach Frankreich und England lernte Espinosa Díaz eine Geschäftswelt kennen, die auch Frauen einschloss. Sie interessierte sich für die Einführung von Schreibmaschinen in Spanien, die von Yost in den Vereinigten Staaten hergestellt wurde, auch weil das Maschinenschreiben jungen Frauen eine Beschäftigung und Ausbildung bieten konnte. 1898, im Alter von 22 Jahren, wurde sie Leiterin einer neu gegründeten Handelsniederlassung der Yost Writing Machine Co. in Madrid, die auch einfach Casa Yost genannt wurde. Diario ABC berichtete am 5. Oktober 1912 über einen Dank des Unternehmens für die Organisation eines Schreibmaschinenwettbewerb, den sie veranstaltet hatte, um für die Marke zu werben. 1921 wurde sie durch ein Führungsteam bestehend aus dem Hauptbuchhalter, dem stellvertretenden Direktor in Madrid und dem Inspektor der Provinzfilialen, abgelöst.
Ihr Unternehmergeist zeigte sich auch in einer Episode an ihrem Wohnort im Gebiet des Abroñigal, einem Nebenfluss des Manzanares, einer der ältesten Wasserversorgungen Madrids. 1911 erwarb sie eine Lizenz zur Vermarktung von Wasser aus dem Gebiet als Mineralheilwasser Aguas de Morataliz. Sie war in dieser Sache auch politisch aktiv, als sie 1912 ein Mitglied der Asociación de Propietarios de Balnearios, der Vereinigung der Heilbadbesitzer, wurde, obwohl sie kein solches besaß.
Im Jahr 1915 wurde ihr vom Ministerium für Bildung und schöne Künste der Orden Civil de Alfonso XII verliehen. Der Arbeiterverein La Benéfica Carloteña im Madrider Stadtteil Vallecas ernannte sie am 20. April 1916 zur Ehrenpräsidentin.
Im Alter von 43 Jahren, im Oktober 1918, gründete sie in ihrer Wohnung in Madrid eine der ersten feministischen Organisationen Spaniens, die Asociación Nacional de Mujeres Españolas (ANME). Sie stand diesem Verband bis Oktober 1924 vor und verfasste persönlich das Programm. Es zielte darauf ab, die Stellung der Frauen zu verbessern und für ihre bürgerlichen und politischen Rechte einzutreten.
Am 27. Dezember 1920 wurde sie vom Stadtrat von Estepona zur Hija Predilecta de Estepona (Ehrenbürgerin) ernannt, heute trägt eine Straße ihren Namen. Im Jahr 1926 wurde sie von Miguel Primo de Rivera zum Mitglied des Stadtrats von Segovia ernannt. Damit war sie eine der ersten Frauen, die das Amt einer Stadträtin bekleidete.
Sie war Mitglied des María de Maeztu 1926 gegründeten Lyceum Club Femenino.
Espinosa starb am 18. Dezember 1946 in Alicante an den Folgen einer Lungenkrankheit.
Vom spanischen Ministerio de Cultura wurde mit Erlass vom 13. September 1978 der Premio Nacional „María Espinosa“ zur Auszeichnung von Forschungsarbeiten oder journalistischen Werken, „die sich mit den rechtlichen, sozialen, arbeitsrechtlichen und kulturellen Problemen der Frauen in Spanien sowie mit ihrer Integration und Gleichstellung in der heutigen Gesellschaft befassen“, geschaffen und bis 1984 vergeben.

## Einsatz für Frauenrechte
Am 20. Oktober 1918 gründete eine Gruppe von Frauen im Büro von Espinosa die Asociación Nacional de Mujeres Españolas (ANME). Espinosa wurde zur ersten Präsidentin gewählt. Zu den Mitgliedern gehörten Consuelo González Ramos, Benita Asas, Clara Campoamor, Elisa Soriano Fisher, María de Maeztu, Julia Peguero Sanz und Victoria Kent.
Die ANME war eine klassenübergreifende, nicht ideologische Organisation. Ihre Ziele waren die Gleichberechtigung der Frauen, insbesondere in Bezug auf das politische Wahlrecht, die Wahl zu Ämtern, die Zusammensetzung der Gerichte, das Familienleben, der Zugang zu freien Berufen und die finanzielle Entlohnung der Arbeit. Sie setzte sich auch für die Bekämpfung der Prostitution, die Einrichtung von Schulen für Hausangestellte und Kinder berufstätiger Frauen, den Schutz des Stillens und die Anprangerung von Kindesmissbrauch ein. Zu den ersten Maßnahmen der ANME gehörte, die fünfzig ihrer ärmsten Mitgliedern für einen Lohn von 4,0 Peseten (anstelle der normalerweise gezahlten 1,75 oder 2,25 Peseten) zur Herstellung von Kleidung für die Armee zu beschäftigen. Die ANME förderte auch die Gründung der Juventud Universitaria Feminista unter der Leitung von Maeztu, Soriano und Campoamor mit dem Ziel, durch die Beteiligung an internationalen Frauenorganisationen Verbindungen zu ausländischen feministischen Gruppen herzustellen. Die ANME gab von 1921 bis 1936 eine Zeitung, Mundo femenino, heraus, die als offizielles Organ diente. Die Vereinigung wurde nie von politischen Parteien oder der Kirche unterstützt, sie finanzierte sich aus den Beiträgen ihrer Mitglieder. Während der Präsidentschaft von Espinosa wurde der Consejo Supremo Feminista de España (CSFE) gegründet, in dem sich fünf feministische Vereinigungen koordinierten: neben der ANME waren dies die Sociedad Progresiva Femenina, die Liga Española para el Progreso de la Mujer, die Sociedad Concepción Arenal de Valencia und die Asociación La Mujer del Porvenir de Barcelona.
Espinosas spezifisches Anliegen war, zu zeigen, dass eine Frau auch führende Positionen erreichen konnte. Mit ihren Bemühungen wollte sie zu einer ganzheitlichen feministischen Identität beitragen:

„Se comenzaba a constituir una identidad colectiva feminista, un «nosotras articulado» en función de los intereses específicos de las mujeres en tanto que mujeres, con capacidad de abstraerse de las diferencias que por fuerza habría de tener «un sujeto colectivo»“

„Eine kollektive feministische Identität beginnt sich zu konstituieren, ein „Wir“, das sich in den spezifischen Interessen von Frauen als Frauen artikuliert, mit der Fähigkeit, von den Unterschieden zu abstrahieren, die ein „kollektives Subjekt“ notwendigerweise haben muss.“

María Espinosa war eine gemäßigte Feministen, die Gleichberechtigung anstrebte, aber davon ausging, dass Unterschiede bleiben würden. In ihren Schriften und Vorträgen verteidigte sie die Bürgerrechte mit intellektuellen Argumenten. Besonders kann man dies an dem am 22. Januar 1920 mit dem Titel Influencia del feminismo en la Legislación Contemporánea an der Real Academia de Jurisprudencia y Legislación und an einem im Februar desselben Jahres mit dem Titel La Emancipación de la Mujer am Colegio de la Abogacía de Barcelona gehaltenen Vorträgen erkennen.
In ihrem Vortrag an der Real Academia de Jurisprudencia y Legislación beginnt sie mit einem ausführlichen Überblick über die Fortschritte in der Gesetzgebung zugunsten der Rechte der Frauen. Im Laufe der Rede stellt sie eine Reihe von Ideen vor, wie die Güte der Frauen, ihre Fähigkeit, die Politik sauberer und stärker auf das Allgemeininteresse ausgerichtet zu machen, ihr entschiedenes Eintreten für die Gleichstellung der Geschlechter, die Überzeugung, dass Frauen dem privaten Bereich, dem Haus, der Familie und den Kindern angehören. Sie erläuterte auch den wirtschaftlichen Teil ihres Programms und die Forderung nach angemessenen Räumen am Arbeitsplatz für berufstätige Frauen. Sie würdigte Lehrerinnen wie Matilde García del Real, María de Maeztu und María de la Rigada. Außerdem erinnerte sie an historische und literarische Frauenfiguren.
Im Laufe der 1920er Jahre wurde die Einstellung in der ANME radikaler, was sich auch in der Ablösung von Espinosa durch Benita Asas als Präsidentin niederschlug. Am 1. Oktober 1931 wurde schließlich das Frauenwahlrecht von den spanischen Cortes angenommen.